# Cristianesimo in Etiopia

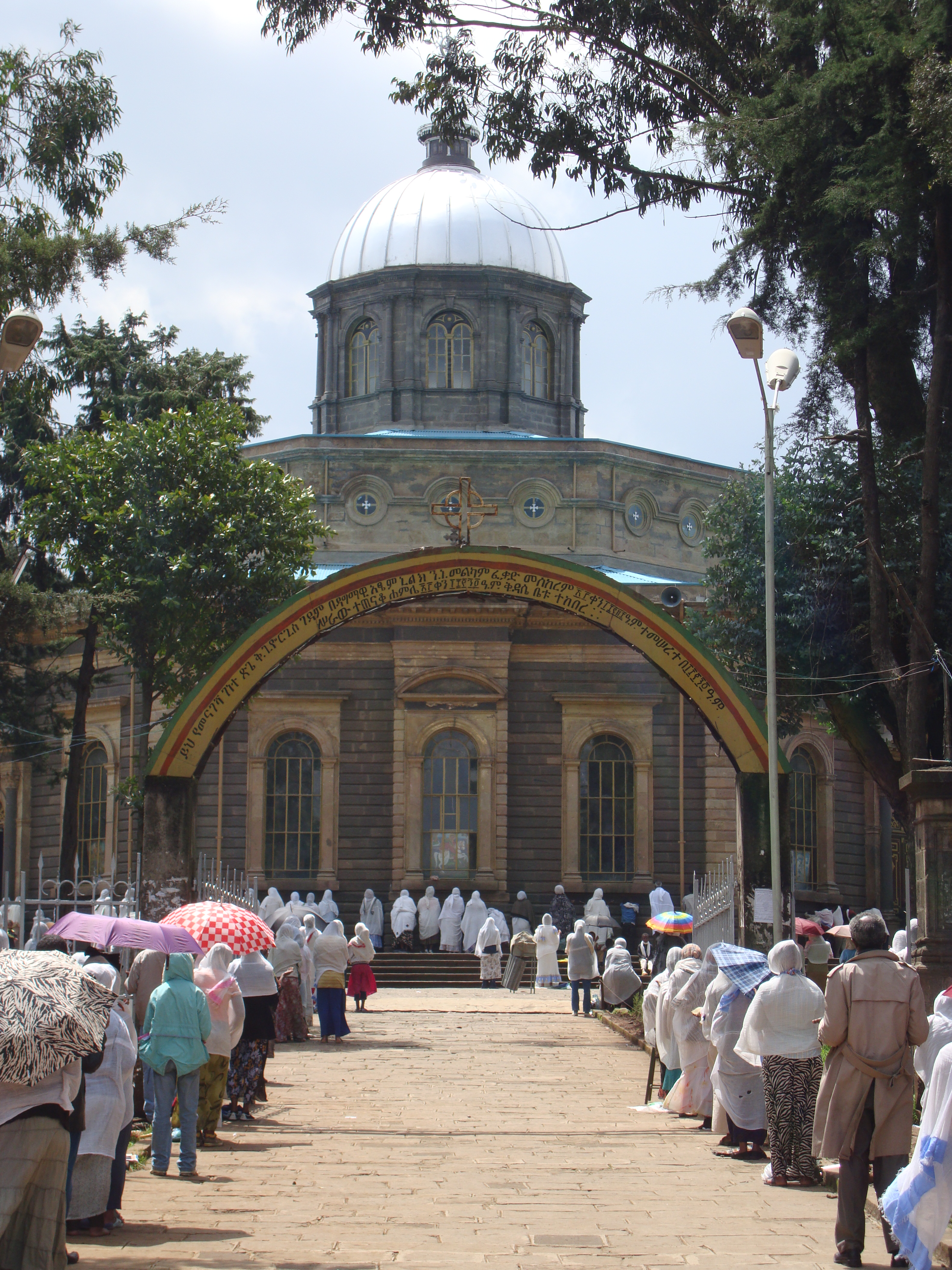
La cattedrale di San Giorgio ad Addis Abeba.

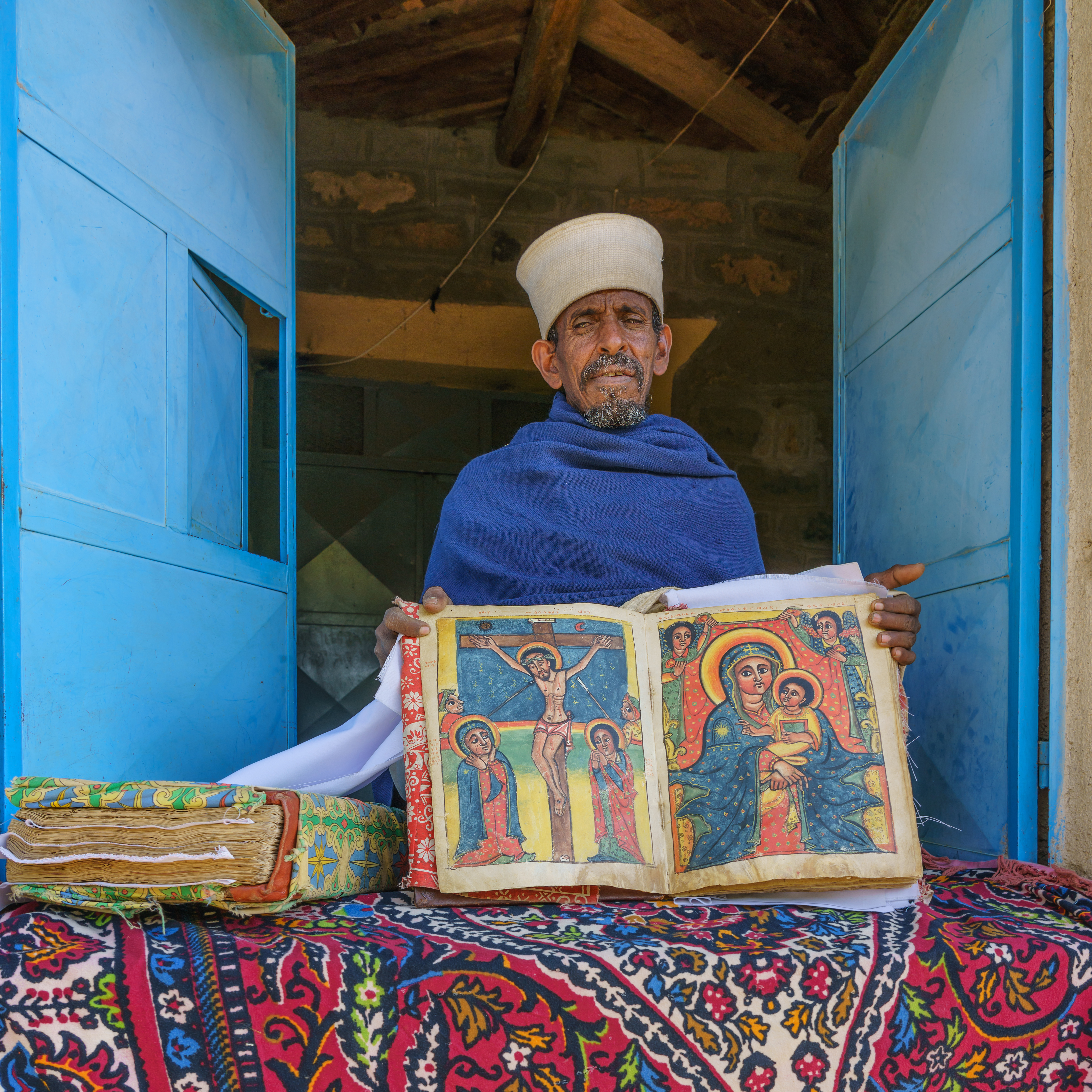
Sacerdote ortodosso di Axum

Il cristianesimo in Etiopia risale al I secolo d.C., e questa lunga tradizione rende l'Etiopia unico tra i paesi dell'Africa sub-sahariana. Il cristianesimo in questo Paese è diviso in diversi gruppi, il più grande e più antico dei quali è la chiesa ortodossa etiope Tewahedo (in lingua amarica: የኢትዮጵያ ኦርቶዶክስ ተዋሕዶ ቤተክርስትያን Yäityop'ya ortodoks täwahedo bétäkrestyan); questa è una delle chiese orientali che faceva parte della Chiesa copta ortodossa fino al 1959, quando gli è stato concesso avere un proprio Patriarca dal Papa della Chiesa ortodossa copta e Patriarca di tutta l'Africa Cirillo VI di Alessandria.
Nella sua qualità di unica chiesa cristiana pre-coloniale dell'Africa sub-sahariana, la Chiesa etiopica ha una adesione che va tra i 40 e 45 milioni di fedeli, la maggior parte dei quali vivono in Etiopia, ed è quindi la più grande di tutte le chiese orientali ortodosse. Successive per dimensioni sono le varie congregazioni protestanti, che includono 13,7 milioni di etiopi. Il più grande gruppo protestante è l'etiope Chiesa evangelica etiope Mekane Yesus, con circa 5 milioni di membri. Il cattolicesimo romano è presente in Etiopia dal XVI secolo, ed ha un numero di 536,827 credenti. In totale, i cristiani costituiscono circa il 60% della popolazione totale del paese. Secondo una ripartizione dei dati e da informazioni sugli Stati Uniti uno studio 2015 ha rilevato e stimato che almeno 400.000 persone di fede ortodossa etiope vivano negli Stati Uniti.